# Agardhiella crassilabris
Agardhiella crassilabris е вид охлюв от семейство Argnidae. Видът е почти застрашен от изчезване.

## Разпространение
Разпространен е в Румъния.

## Описание
Популацията на вида е стабилна.